# Eugenio Valzania
Eugenio Valzania (Cesena, 12 dicembre 1821 – Cesena, 13 febbraio 1889) è stato un politico e patriota italiano.

## Biografia
Nato nella frazione di Acquarola da una famiglia benestante, si avvicinò alla Giovine Italia di Giuseppe Mazzini nel 1844. Con lo scoppio dei moti del 1848 e l'inizio della prima guerra d'indipendenza italiana, Valzania si unì ad altri volontari romagnoli per combattere le truppe austriache in Veneto. Sotto la guida del generale Giovanni Durando si guadagnò sul campo il grado di luogotenente. Dopo la sconfitta di Vicenza rientrò a Cesena. Nel novembre di quello stesso anno a Roma, a seguito l'assassinio del primo ministro Pellegrino Rossi, veniva proclamata la nascita della Repubblica Romana, mentre papa Pio IX lasciava la capitale alla volta di Gaeta. La notizia della proclamazione della Repubblica causò la formazione, sulle alture del Montefeltro di bande armate composte da sanfedisti e briganti comuni. Contro una di queste formazioni banditesche che minacciava il borgo di Sogliano, venne mandato Valzania insieme ad un piccolo esercito appositamente costituito. Con lo sbarco delle truppe francesi nel Lazio e la calata del corpo di spedizione austriaco da nord, l'esperienza della Repubblica Romana finì tragicamente. Valzania venne arrestato a Pesaro ed incarcerato per quattro mesi. L'anno seguente fu nuovamente ricercato, ma scampò alla cattura rifugiandosi nel territorio della Repubblica di San Marino dalla quale poi fuggì per riparare nel Granducato di Toscana. Giunto a Livorno s'imbarcò per Genova dove visse per i due anni successivi. In Liguria mantenne i legami con Mazzini e i suoi compagni di lotta rimasti a Cesena. Nel 1858 tornò a San Marino da dove rinsaldò i legami con i patrioti degli stati e dei territori limitrofi. L'anno seguente, alla vigilia dello scoppio della seconda guerra d'indipendenza italiana, fu incaricato da Giuseppe Garibaldi e da Giuseppe La Farina di organizzare il reclutamento dei volontari nei territori di Forlì e Ravenna. Nel pomeriggio del 20 giugno 1859, dopoché le ultime truppe papaline rimaste avevano abbandonato Cesena in mattinata, Valzania entrò in città alla testa di un centinaio di uomini a lui fedeli. Il 14 dicembre dello stesso anno fu promosso al grado di maggiore. Nel gennaio dell'anno successivo fu accusato, assieme ad altri repubblicani, di essere il mandante di una serie di omicidi avvenuti a Cesena e nel territorio circostante negli ultimi anni della dominazione pontificia. Tradotto nel carcere di Modena e poi in quello di Forlì, fu difeso da Angelo Brofferio. Durante il dibattimento testimoniarono a suo favore La Farina e il concittadino Gaspare Finali, esponente liberale moderato. Prosciolto da ogni accusa il 31 dicembre 1861, fu tuttavia privato del grado militare di maggiore. Negli anni successivi costituì una società di costruzioni ferroviarie che vinse l'appalto per la realizzazione di un tratto della linea Firenze-Roma.
Con lo scoppio della terza guerra d'indipendenza italiana nel 1866, Valzania organizzò l'arruolamento nel cesenate per conto di Garibaldi entrando poi lui stesso tra le file delle Camicie Rosse come soldato semplice. Combatté a Bezzecca guadagnandosi la medaglia d'argento al valor militare. L'anno successivo partecipò alla spedizione garibaldina per la liberazione di Roma, guidando la Terza Colonna e combattendo a Monterotondo ed a Mentana. Dopo il fallimento dell'impresa romana ritornò a Cesena dove, negli anni successivi, consolidò la sua leadership all'interno del movimento repubblicano locale. Tra il 1868 ed il 1869 la cittadina romagnola fu segnata da un'impennata delle violenze di natura politica tra liberali e democratici e, non di meno, in seno al repubblicanesimo stesso. Questa tensione sfociò in tre delitti dei quali Valzania, il quale si dissocerà pubblicamente dell'uso della violenza, fu accusato di esserne il mandante. L'ascesa dell'ex-garibaldino nella società cesenate continuò negli anni successivi grazie all'acquisizione di numerosi terreni nel contado e alla formazione nel 1869 del comitato locale del Società dei reduci delle patrie battaglie. Nel 1872 aderì alla Consociazione Romagnola delle Società popolari delle Romagna, il primo organismo repubblicano a carattere federale e regionale.
Il 2 agosto 1874 fu tra i 28 esponenti repubblicani e anarchici arrestati a Villa Ruffi e incarcerati con l'accusa di cospirazione anti-monarchica. Rinchiuso nel carcere di Spoleto fu poi trasferito a Bologna; insieme al concittadino Pietro Turchi fu l'ultimo degli arrestati ad essere rilasciato. Eletto deputato nel 1887 per il collegio di Forlì, rinunciò al suo seggio per non dover prestare giuramento di fedeltà al re.
Fu sepolto nel cimitero di Cesena.

## Riconoscimenti
Nel 1903 fu eretto un busto di Eugenio Valzania, opera dello scultore Paolo Grilli, e collocato all'interno dei Giardini Pubblici di Cesena. Sempre nella città romagnola fu ribattezzata in suo onore Porta Santi, il sobborgo limitrofo ed un tratto delle vecchie mura. Al garibaldino cesenate sono state dedicate strade a Forlì, Ravenna, Mercato Saraceno e Roncofreddo.

## Opere
- La mia colonna e la campagna insurrezionale romana del 1867: relazione, Forlì, Tip. Sociale Democratica, 1868
- Ai ministri Nicotera e Mancini, Cesena, Tip. Nazionale, 1876.